# Overbeke
Overbeke is een arbeiderswijk van de plaats Wetteren, in de Belgische provincie Oost-Vlaanderen. De plaats sluit aan op de dorpskern van Wetteren. Het ligt ten westen van het centrum, iets verder stroomopwaarts op de rechteroever van de Schelde.
Overbeke heeft zijn eigen parochiekerk, namelijk de Sint-Theresiakerk.

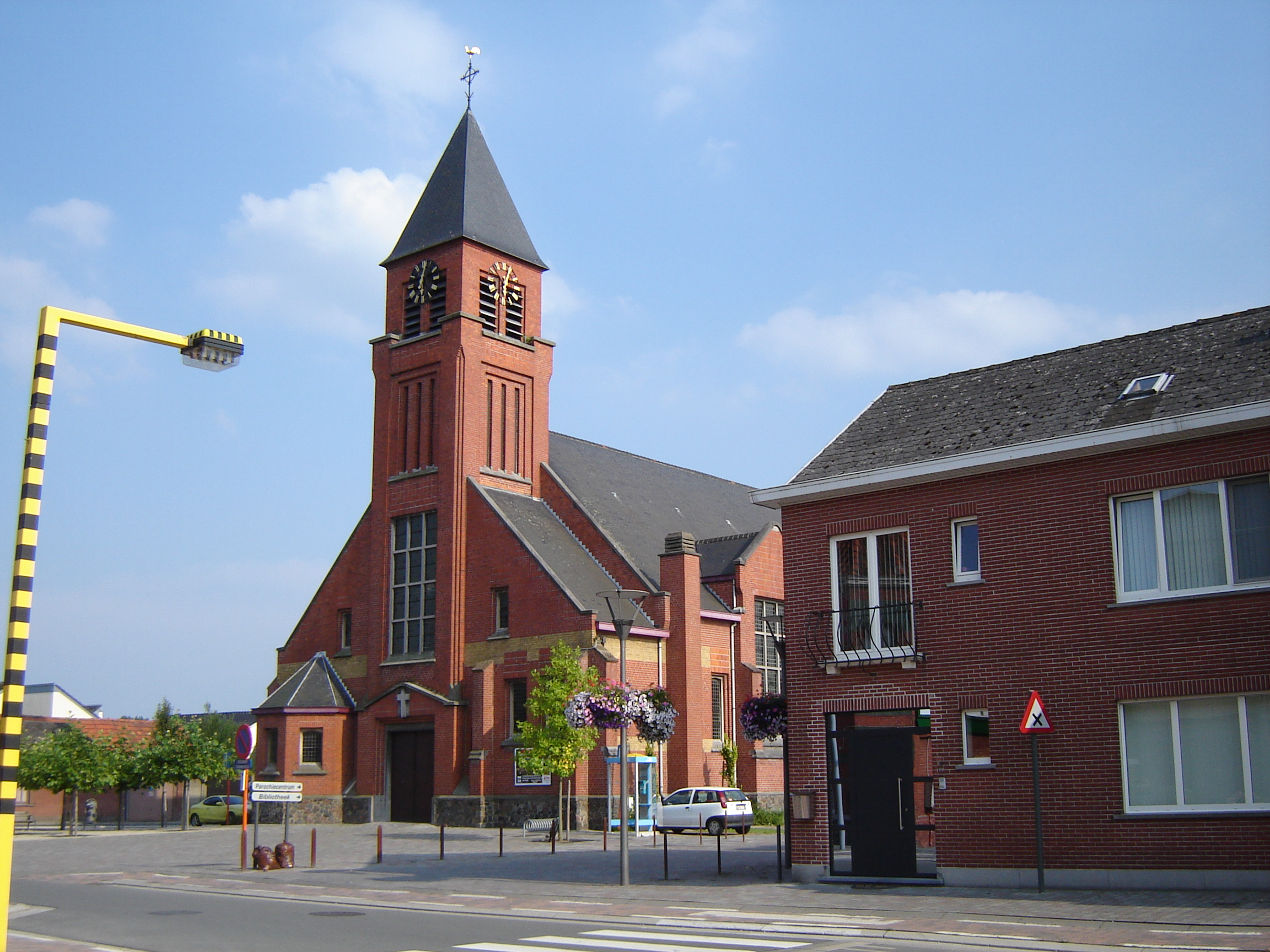
Centrum met de Sint-Theresiakerk

## Nabijgelegen kernen
Kwatrecht, Gijzenzele, Massemen, Wetteren